# 2012年の北海道日本ハムファイターズ
2012年の北海道日本ハムファイターズ（2012ねんのほっかいどうにっぽんハムファイターズ）では、2012年の北海道日本ハムファイターズにおける動向をまとめる。
この年の北海道日本ハムファイターズは、栗山英樹監督の1年目のシーズンであり、2009年以来、3年ぶり6度目のリーグ優勝に輝いたシーズンである。

## 概要

### レギュラーシーズン
3月30日の西武との開幕戦では2年目の斎藤佑樹が開幕投手を務め、プロ初完投勝利を挙げるなど9-1で勝利。翌日の開幕第2戦では、最終回に岩舘学が同点適時打、田中賢介がサヨナラ適時打を放ち開幕連勝スタート。4月終了時点で17勝9敗1分、月間首位と開幕ダッシュに成功。原動力となったのはエース左腕の武田勝で、4月だけで4勝、2完封を挙げるなどチームに大きく貢献した。ベテランの稲葉篤紀も4月28日に通算2000本安打を達成するなど好調を維持し、自身5度目となる月間MVPを獲得した。
首位ロッテと2ゲーム差で迎えた交流戦では阪神、DeNAにそれぞれ4戦全勝するなど14勝8敗2分の2位とパ・リーグで最も多く貯金を積み、上昇ムードでリーグ戦再開を迎えた。
7月12日のロッテ戦では、2000年以来12年ぶりに3者連続本塁打（中田翔、稲葉、陽岱鋼）を記録した。開幕から好調をキープし、首位を走っていたロッテも7月に入り7月8日から6連敗を喫するなど下降線を辿り、ロッテと2ゲーム差の2位で前半戦を終えた。
後半戦に入るとロッテはさらに調子を落とし、8月から急激に調子を上げた西武との首位争いが始まる。しかし8月29日の首位攻防戦で主力の田中が離脱しチームに動揺が走った。この危機に若手野手陣が奮起し、西川遥輝や杉谷拳士が田中の穴を埋める活躍を見せた。投手陣にも若手が台頭し、先発ローテーションには3年目の中村勝、6年目の吉川光夫が定着し、吉川は8月の月間MVPを獲得した。同月8日のソフトバンク戦で稲葉が通算1000打点を達成。
9月は打者では糸井嘉男、投手では武田久が月間MVPを獲得し、シーズン2度目となる投打同時受賞となった。同月28日に点灯したマジックが1となった10月2日、西武がロッテに敗れ、優勝が決定した。

### CS・日本シリーズ
クライマックスシリーズでは、ファーストステージを勝ち上がったソフトバンクに3連勝し、日本シリーズ進出を決めた。
巨人との日本シリーズでは、敵地東京ドームでの1、2戦目で連敗し、本拠地に戻ってからサヨナラ勝利を含む連勝で2勝2敗のタイに戻したが、再び連敗を喫し2勝4敗で日本一を逃した。

## チーム成績

### レギュラーシーズン
| 1    | 二   | 田中賢介   |
| 2    | 一   | 稲葉篤紀   |
| 3    | 右   | 糸井嘉男   |
| 4    | 左   | 中田翔     |
| 5    | 指   | スレッジ   |
| 6    | 三   | 小谷野栄一 |
| 7    | 中   | 陽岱鋼     |
| 8    | 遊   | 金子誠     |
| 9    | 捕   | 鶴岡慎也   |
| 投手 | 投手 | 斎藤佑樹   |

| 順位      | 4月終了時           | 4月終了時           | 5月終了時            | 5月終了時            | 6月終了時           | 6月終了時           | 7月終了時          | 7月終了時          | 8月終了時            | 8月終了時            | 最終成績            | 最終成績            |
| --------- | ------------------- | ------------------- | -------------------- | -------------------- | ------------------- | ------------------- | ------------------ | ------------------ | -------------------- | -------------------- | ------------------- | ------------------- |
| 1位       | 日本ハム            | --                  | ロッテ               | --                   | ロッテ              | --                  | 日本ハム           | --                 | 西武                 | --                   | 日本ハム            | --                  |
| 2位       | ロッテ              | 2.0                 | 日本ハム             | 2.0                  | 日本ハム            | 2.5                 | ロッテ             | 0.5                | 日本ハム             | 1.5                  | 西武                | 3.0                 |
| 3位       | ソフトバンク        | 3.5                 | 楽天                 | 4.5                  | 楽天                | 4.5                 | 西武               | 2.0                | ソフトバンク         | 3.0                  | ソフトバンク        | 6.5                 |
| 4位       | 楽天                | 5.5                 | ソフトバンク         | 6.5                  | 西武                | 7.0                 | 楽天               | 4.5                | ロッテ               | 3.5                  | 楽天                | 7.5                 |
| 5位       | オリックス          | 6.5                 | オリックス           | 9.0                  | ソフトバンク        | 7.5                 | ソフトバンク       | 5.0                | 楽天                 | 7.5                  | ロッテ              | 10.0                |
| 6位       | 西武                | 6.5                 | 西武                 | 10.0                 | オリックス          | 11.0                | オリックス         | 8.5                | オリックス           | 14.0                 | オリックス          | 17.5                |
| 期間 成績 | 17勝9敗1分 勝率.654 | 17勝9敗1分 勝率.654 | 10勝11敗1分 勝率.476 | 10勝11敗1分 勝率.476 | 9勝10敗1分 勝率.474 | 9勝10敗1分 勝率.474 | 9勝8敗4分 勝率.529 | 9勝8敗4分 勝率.529 | 12勝12敗2分 勝率.500 | 12勝12敗2分 勝率.500 | 17勝9敗2分 勝率.654 | 17勝9敗2分 勝率.654 |

| 順位 | 球団                         | 勝 | 敗 | 分 | 勝率 | 差   |
| 1位  | 北海道日本ハムファイターズ   | 74 | 59 | 11 | .556 | 優勝 |
| 2位  | 埼玉西武ライオンズ           | 72 | 63 | 9  | .533 | 3.0  |
| 3位  | 福岡ソフトバンクホークス     | 67 | 65 | 12 | .508 | 6.5  |
| 4位  | 東北楽天ゴールデンイーグルス | 67 | 67 | 10 | .500 | 7.5  |
| 5位  | 千葉ロッテマリーンズ         | 62 | 67 | 15 | .481 | 10.0 |
| 6位  | オリックス・バファローズ     | 57 | 77 | 10 | .425 | 17.5 |

#### 日本生命 セ・パ交流戦2012
| 順位 | 球団                         | 勝 | 敗 | 分 | 勝率 | 差   |
| 1位  | 読売ジャイアンツ             | 17 | 7  | 0  | .708 | 優勝 |
| 2位  | 北海道日本ハムファイターズ   | 14 | 8  | 2  | .636 | 2.0  |
| 3位  | 千葉ロッテマリーンズ         | 12 | 7  | 5  | .632 | 2.5  |
| 4位  | 中日ドラゴンズ               | 12 | 8  | 4  | .600 | 3.0  |
| 5位  | 埼玉西武ライオンズ           | 13 | 11 | 0  | .542 | 4.0  |
| 6位  | 広島東洋カープ               | 10 | 11 | 3  | .476 | 5.5  |
| 7位  | オリックス・バファローズ     | 10 | 13 | 1  | .435 | 6.5  |
| 8位  | 阪神タイガース               | 9  | 12 | 3  | .429 | 6.5  |
| 9位  | 東北楽天ゴールデンイーグルス | 10 | 14 | 0  | .417 | 7.0  |
| 10位 | 横浜DeNAベイスターズ         | 9  | 14 | 1  | .391 | 7.5  |
| 11位 | 福岡ソフトバンクホークス     | 8  | 13 | 3  | .381 | 7.5  |
| 12位 | 東京ヤクルトスワローズ       | 9  | 15 | 0  | .375 | 8.0  |

### クライマックスシリーズ
| 日付                             | 試合           | ビジター球団（先攻）     | スコア | ホーム球団（後攻）         | 開催球場   |
| アドバンテージ                   | アドバンテージ | 福岡ソフトバンクホークス |        | 北海道日本ハムファイターズ |            |
| 10月17日（水）                   | 第1戦          | 福岡ソフトバンクホークス | 2 - 3  | 北海道日本ハムファイターズ | 札幌ドーム |
| 10月18日（木）                   | 第2戦          | 福岡ソフトバンクホークス | 0 - 3  | 北海道日本ハムファイターズ | 札幌ドーム |
| 10月19日（金）                   | 第3戦          | 福岡ソフトバンクホークス | 2 - 4  | 北海道日本ハムファイターズ | 札幌ドーム |
| 勝者：北海道日本ハムファイターズ |                |                          |        |                            |            |

### 日本シリーズ
| 日付                                    | 試合   | ビジター球団（先攻）       | スコア | ホーム球団（後攻）         | 開催球場   |
| --------------------------------------- | ------ | -------------------------- | ------ | -------------------------- | ---------- |
| 10月27日（土）                          | 第1戦  | 北海道日本ハムファイターズ | 1 - 8  | 読売ジャイアンツ           | 東京ドーム |
| 10月28日（日）                          | 第2戦  | 北海道日本ハムファイターズ | 0 - 1  | 読売ジャイアンツ           | 東京ドーム |
| 10月29日（月）                          | 移動日 | 移動日                     | 移動日 | 移動日                     | 移動日     |
| 10月30日（火）                          | 第3戦  | 読売ジャイアンツ           | 3 - 7  | 北海道日本ハムファイターズ | 札幌ドーム |
| 10月31日（水）                          | 第4戦  | 読売ジャイアンツ           | 0 - 1  | 北海道日本ハムファイターズ | 札幌ドーム |
| 11月1日（木）                           | 第5戦  | 読売ジャイアンツ           | 10 - 2 | 北海道日本ハムファイターズ | 札幌ドーム |
| 11月2日（金）                           | 移動日 | 移動日                     | 移動日 | 移動日                     | 移動日     |
| 11月3日（土）                           | 第6戦  | 北海道日本ハムファイターズ | 3 - 4  | 読売ジャイアンツ           | 東京ドーム |
| 優勝：読売ジャイアンツ（3年ぶり22回目） |        |                            |        |                            |            |

## 選手・スタッフ
|  |

## ドラフト
| 順位 | 選手名     | ポジション | 所属           | 結果 |
| ---- | ---------- | ---------- | -------------- | ---- |
| 1位  | 大谷翔平   | 投手       | 花巻東高       | 入団 |
| 2位  | 森本龍弥   | 内野手     | 高岡第一高     | 入団 |
| 3位  | 鍵谷陽平   | 投手       | 中央大学       | 入団 |
| 4位  | 宇佐美塁大 | 内野手     | 県立広島工業高 | 入団 |
| 5位  | 新垣勇人   | 投手       | 東芝           | 入団 |
| 6位  | 屋宜照悟   | 投手       | JX-ENEOS       | 入団 |
| 7位  | 河野秀数   | 投手       | 新日鐵住金広畑 | 入団 |